# El tiempo es oro (álbum)
El tiempo es oro es el tercer álbum de estudio de la cantante mexicana Paulina Rubio, publicado el 21 de marzo de 1995 simultáneamente en 18 países por la discográfica EMI México. Para la producción del disco, trabajó por primera vez con Adrián Posse, Marco Flores y su excompañero de Timbiriche, Claudio Bermúdez, mientras que, al igual que sus dos primeros álbumes, este fue producido por Miguel Blasco. Paulina Rubio se involucró en la producción y diseñó el concepto del álbum, cerrando una trilogía conceptual titulada la «Trilogía de Oro», que inició con su debut en solitario La Chica Dorada (1992).
El álbum ha sido descrito como un disco pop bailable que incorpora instrumentación en vivo y elementos de dance, techno, rock, downtempo y bolero. Por primera vez, la cantante se orientó a los sonidos europop y eurodance, y exploró el estilo bubblegum pop. Líricamente, El tiempo es oro aborda el tópico del amor en sus diferentes facetas, que van desde la pasión, la ternura y la amistad, así como su contraparte: la decepción, el engaño y la desesperanza. La mayoría de los temas fueron escritos por Carlos Sánchez y César Valle, con quienes colaboró en su antecesor producción, 24 kilates (1993). Tras su lanzamiento, el álbum alcanzó disco de oro en México, superando las 100 mil copias vendidas, y también recibió críticas positivas por parte de la prensa. 
Cuatro sencillos se publicaron del álbum: «Te daría mi vida», que vendió más de 140 mil unidades entre México y los Estados Unidos y se ubicó dentro del top 10 en las listas musicales de México, «Nada de ti», que alcanzó el séptimo puesto en las listas de sencillos nacionales, la balada «Hoy te dejé de amar», y la canción estilo bolero «Bésame en la boca», tema original de la película del mismo nombre que la cantante protagonizó en el verano de 1995.
El día de su lanzamiento, EMI México decide importar en Canadá la primera edición del álbum, para su venta en México, Argentina y Chile, al igual que su disco anterior, 24 Kilates (1993), dos años después, el 15 de abril de 1997, la disquera decide lanzar la reedición de El Tiempo Es Oro impresa en México, de manera muy limitada, una pieza de colección para los fanáticos de Paulina Rubio, ya que se agotó rápidamente.
Composición
El álbum abre con una introducción downtempo, cuya atmósfera ambient incorpora una voz masculina, que invoca líricamente el amor como eje central de la vida, haciendo una afirmación final de que «para todos el tiempo es oro». La música del tema de apertura se retoma en la canción número once del disco, «Sola», una melancólica balada downtempo que recibió comparaciones con los trabajos de Karen Carpenter. Incluye guitarras acústicas y una flauta, propios del chill out. En la letra, la intérprete acepta vivir en soledad después de terminar una relación fallida, aunque en el segundo verso advierte que vuelve a renacer y a ser libre de toda atadura. En cuanto a lirismo, «Sola» es considerada la canción más madura de El Tiempo Es Oro.«Nada De Ti» es otro tema de empoderamiento, en el que una narradora cansada de las mentiras de su examante está dispuesta a olvidar cada momento a su lado y pasar la página. Rudy Pérez desde el portal Swapacd consideró que la cantante «se mantiene firme, como una mujer totalmente autosuficiente e independiente» Musicalmente es un tema pop de tintes dance rock con un solo de marimba en el puente que evoca la música tropical y latina.
El segundo tema de El Tiempo Es Oro, «A Ti, Volver, Regresar», es una elegante pieza pop impulsada por «vibraciones retro» en el que la intérprete da marcha atrás y emprende un inesperado regreso con su amante. En contraste con los deseos de retomar una relación, en la siguiente pista, «Hoy Te Dejé De Amar», la narradora descarta toda posibilidad de revivir la llama del amor, condenando «la pareja perfecta» como una relación rutinaria y poco emocionante. Inicia con una secuencia de metales entretejidos «que recuerdan a los relojes cuco», para pronto dar paso a un mid-tempo relajado, golpes de tambores, notas de flauta y riffs de guitarra eléctrica.
La atmósfera acústica del álbum se expande notablemente en la sexta canción, «No Me Obligues», un tema repleto de elegantes arreglos y coros uniformes que son impulsados por un pop rítmico. Líricamente, la cantante le pide a su interés amoroso que rectifique su actitud o la obligará a tomar medidas irreversibles. La abrumadora balada, «Aún», también cuenta con un ambiente acústico, con la cantante interpretando la melodía a juego de un piano. Utilizando imágenes otoñales, «Si Te Marchas Con Otra» y «Un Día Gris», son dos baladas similares a cuando producción, que a pesar de su estética melancólica, cuentan con un mid-tempo confortable.
Paulina Rubio exploró con el género bubblegum pop y Europop, como lo proyecta en la canción de estilo dance pop «Te Daría Mi Vida», que a pesar de su estética cliché y de carecer de la profusa calidad sonora y lírica del resto del álbum, fue considerada una pista producida con el objetivo de impactar el mercado mainstream, comparando su producción con los trabajos de las cantantes mexicanas Fey y Lynda, quienes dominaban la era del dance pop en México a mediados de la década de los años 1990. La décima pista del disco, «Me Estoy Enamorando», es otra canción bubblegum pop y teen pop con una letra melosa que evoca un amor de estudiantes. Ambas canciones abordan el amor juvenil o el enamoramiento, con coros infantiles y ganchos frescos. Desde una óptica más madura, el décimo segundo tema del álbum, «En El Nombre Del Amor», presenta a una narradora intrépida que no le importa cerrar el ciclo con un amante indeciso, a pesar de estar completamente enamorada de él. Se trata de una «edificante» canción pop con «un estribillo excepcional y excelentes coristas que ayudan a Rubio a infectar la canción con su magia característica».
La única canción de naturaleza pop rock del álbum, «Amarnos No Es Pecado», es una reminiscencia a la producción de 24 Kilates (1993), un álbum orientado al género rock. Se trata de un tema enérgico y desenfadado, donde los metales, las guitarras y la batería emplean musicalmente un sonido más hard. En la canción, la intérprete se cuestiona por qué ella y su interés amoroso deben callar o esconder sus sentimientos ante la sociedad, comparando su amorío con un pecado. En retrospectiva, se consideró a «Amarnos No Es Pecado» como un himno LGBT. El Tiempo Es Oro cierra con la pop-bolero «Bésame En La Boca», que incluye un sonido de saxofón que se infunde con la sensual voz de Rubio y bucles de batería.

## Lista de canciones
| El tiempo es oro |                          |                                                 |               |          |  |
| N.º              | Título                   | Escritor(es)                                    | Productor(es) | Duración |  |
| 1.               | «Introducción»           | C. Valle · C. Sánchez · C. Sánchez              | Miguel Blasco | 1:16     |  |
| 2.               | «Te daría mi vida»       | Valle · Sánchez · Sánchez                       | Miguel Blasco | 4:12     |  |
| 3.               | «A ti, volver, regresar» | Claudio Bermúdez                                | Blasco        | 3:46     |  |
| 4.               | «Hoy te dejé de amar»    | Marco Flores                                    | Marco Flores  | 3:55     |  |
| 5.               | «Nada de ti»             | Flores                                          | Flores        | 3:31     |  |
| 6.               | «No me obligues»         | José Luis Campuzano · Carolina Cortés           | Adrián Posse  | 4:18     |  |
| 7.               | «Si te marchas con otra» | Valle · Sánchez · Sánchez                       | Blasco        | 3:55     |  |
| 8.               | «Amarnos no es pecado»   | Mario Schajris · Daniel García · Vanessa Méndez | Flores        | 3:12     |  |
| 9.               | «Aún»                    | Bermúdez · Paulina Rubio                        | Flores        | 3:31     |  |
| 10.              | «Me estoy enamorando»    | Valle · Sánchez · Sánchez                       | Blasco        | 3:35     |  |
| 11.              | «Sola»                   | Valle · Sánchez · Sánchez                       | Blasco        | 5:16     |  |
| 12.              | «En el nombre del amor»  | Valle · Sánchez · Sánchez                       | Miguel Blasco | 3:58     |  |
| 13.              | «Un día gris»            | Flores                                          | Flores        | 2:52     |  |
| 14.              | «Bésame en la boca»      | Adrián Posse· Didi Gutman                       | Posse         | 3:54     |  |
| 51:47            |                          |                                                 |               |          |  |